# Filip Francouzský (1116–1131)
Filip Francouzský (29. srpna 1116 – 13. října 1131 v Paříži) byl francouzský král z rodu Kapetovců v letech 1129–1131. Vládl spolu se svým otcem Ludvíkem VI. Protože Filip panoval pouze jako spoluvladař svého otce, nemá žádné odlišení pomocí číslovky, ačkoliv byl již druhým francouzským králem tohoto jména. První byl jeho děd Filip I. (1052–1108), jako Filip II. (1180–1223) se označuje až jeho synovec, syn jeho bratra Ludvíka VII.
Filip byl nejstarším synem krále Ludvíka VI. a jeho manželky Adély Savojské. Již ve svých 13 letech byl v Remeši 14. dubna 1129 korunován jako spoluvladař svého otce. Panoval pouze 2,5 roku. Ve věku 15 let projížděl Paříží podél Seiny, když se splašil jeho kůň, kterému pod nohy vběhlo na ulici volně pobíhající prase. Filip přepadl přes hlavu koně a utrpěl těžká zranění, kterým podlehl hned druhý den, aniž by opět nabyl vědomí. Byl pochován v bazilice Saint-Denis.
Podle Filipova současníka a životopisce jeho otce Sugera k nehodě došlo na předměstí Paříže (per civitatis Parisiensis suburbium equitaret). Podle mnohem pozdější zprávy Jeana le Longa k tomu došlo in medio vico S. Johannis (S. Iacobi), tedy v někdejší ulici Martroi-Saint-Jean (u dnešní radnice) nebo rue Saint-Jacques.
Jako spoluvládce nastoupil jeho bratr Ludvík, který roku 1137 převzal vládu po otci jako Ludvík VII.